# ロシアはウクライナに対して何をすべきか
「ロシアはウクライナに対して何をすべきか」（ロシアはウクライナにたいしてなにをすべきか、ロシア語: Что Россия должна сделать с Украиной）は、ティモフェイ・セルゲイツェフが執筆し、ロシアの国営通信社RIAノーボスチが公開した論説記事。この記事は、国家としてのウクライナとウクライナの国民的アイデンティティーを「非ナチ化」目的のために完全に破壊することを求めた。
記事が公開された2022年4月3日はロシアのウクライナ侵攻の真っ只中であり、同日、ロシア軍が撤退したウクライナの都市ブチャで数十人の民間人の遺体が発見された。
この記事は国際的な批判と怒りを招き、大量虐殺の意図の証拠として非難されている。

## 内容
この記事は、ウクライナ文化の「冷厳な検閲」、 2022年のウクライナ侵攻でロシアが占領した領土でのウクライナ人の大規模な「再教育」と「脱ウクライナ化」を提唱している。
筆者は、ウクライナの自民族中心主義は人為的なこじつけであり 、国民国家としてウクライナが存在することは「不可能」であり 、「ウクライナ」という言葉自体の存在を許すことはできないと主張している。筆者によると、ウクライナは解体され、ロシアの直接支配下にあるいくつかの州に置き換えられるべきだという。彼は、ロシアによる占領後、ウクライナの「自己意識の民族的要素」も排除されるだろうと付け加えた。
筆者は、ウクライナの民間人の「おそらく大多数」は「ナチス」 であり、「厳密に言えば」戦争犯罪人として罰せられることはないが、「非ナチ化」される可能性があると主張している。セルゲイツェフは、ナチスの政党、シンボル、人種差別法、その他の実際のナチズムの証拠は存在しないことに言及した一方で、「ウクライナのナチズムは、その無定形性と曖昧さ故に独特である」と主張することで（証拠が存在しないことに）反論している。ティモシー・スナイダーによれば、このセルゲイツェフの主張は、「ナチズムのロシア独自の定義」にあたるという。筆者は、バンデライト（バンデラ派の右翼）は実際には「ウクライナ・ナチズム」には取るに足らないものであり、本当の脅威は親欧州主義であると主張している。
彼は、ウクライナ人は歴史的教訓と（彼らの）罪の償いとして「戦争の苦難を生き延び、経験を吸収しなければならない」と主張している。平時には、ナチス政権の協力者への処罰として強制労働、投獄、死刑が行われるとし、その後、人口は「ロシア文明」に「統合」されるだろうと述べた。筆者は、計画された行動をウクライナの「脱植民地化」と表現している。
ハアレツの記事で、アントン・シェホフツォフは、この記事はロシア帝国主義運動とつながりのあるロシアのコラムニストのアレクサンドル・ジュチコフスキーによる2016年の記事の拡張版であると述べた。2016年の記事の中で、ジュチコフスキーはウクライナ人の非人間化を呼びかけ、「私たちは人ではなく敵と戦っている、[...] 人ではなくウクライナ人と戦っているので、それは自然で正しいことだ」と述べた。

## 執筆者
記事の執筆者のティモフェイ・セルゲイツェフは、1998年から2000年にかけて、ウクライナでのヴィクトル・ピンチュクの1998年の議会選挙運動を含む、ピンチュクのプロジェクトに助言し、過去にインターパイプの取締役会のメンバーを務めた。
セルゲイツェフは1963年生まれで、1980年にモスクワ物理工科大学で学び、大学ではゲオルギー・シチェドロヴィツキーの教え子だった。
1999年、セルゲイツェフは当時のウクライナ大統領レオニード・クチマの大統領選挙運動のために働いた。 2004年9月、彼はヴィクトル・ヤヌコーヴィチのコンサルタントを務めた。2010年にアルセニー・ヤツェニュクと仕事をした。2012年、セルゲイツェフはウクライナ恐怖症で批判されたロシアの長編映画『マッチ』を共同制作した。2014年、同作はプロパガンダとしてウクライナ国内で禁止された。
ターゲスシュピーゲルによると、セルゲイツェフは、(2015年以降) 親プーチンの政党「市民プラットフォーム」を支持しており、同党にはプーチンの取り巻きのオリガルヒの1人が資金を提供している。Euractivによると、セルゲイツェフは「現代ロシアファシズムの思想家の1 人」であるという。

## 反応

### 国内の反応
現在のロシア連邦安全保障会議副議長であり、元ロシア大統領（2008～2012年）、元ロシア首相（2012～2020年）のドミトリー・メドベージェフは、記事の公開から数日後に、記事の要点を繰り返し述べた。メドヴェージェフによれば、「ウクライナ社会の激情的な部分は第三帝国に祈りを捧げてきた」といい、ウクライナは第三帝国のようなナチス国家であり、「非ナチ化」され「根絶」されなければならず、その結果ウクライナは国家として崩壊するだろうという。メドベージェフは、崩壊は「リスボンからウラジオストクまで開かれたユーラシア」への道を開く可能性があると主張している。メドベージェフはこのレトリックを続けており、国内の聴衆を対象としたウクライナに対する長い非難文を投稿している。たとえば、彼の「偽物と真実の歴史について」の中で、彼は「反ロシアの毒とウクライナのアイデンティティについての嘘で培われたウクライナらしさの本質そのものが1つの大きな偽物である. . . .ウクライナのアイデンティティは存在せず、存在することもない」と述べた。
2022年4月26日、ニコライ・パトルシェフは、「アメリカ人は、キエフの子分たちを利用することでわが国の対蹠地を作ることに決め、皮肉にもそのためにウクライナを選び、本質的に単一の国を分割しようとした」と述べ、その上で「西側とその支配下にあるキエフ政権の政策の結果、ウクライナがいくつかの国に分解することにしかならない」と語った。

### 国際的な反応
ウクライナのウォロディミル・ゼレンスキー大統領は、この記事はロシアのウクライナ市民大量虐殺実行計画の証拠であると述べた。彼は、記事の中でウクライナ人のジェノサイドを示すために、「脱ウクライナ化」と「脱ヨーロッパ化」という用語が使用されたと指摘した。彼の意見では、これはウクライナにおけるロシアの戦争犯罪に対する将来の法廷の証拠の1つであるという。
ロシア・ウクライナ和平交渉のウクライナ代表ミハイロ・ポドリャクは、この記事は民族性を理由にウクライナ人の大量殺戮を公式に呼びかけるものであり、国際刑事裁判所によってそのように見なされるだろうと述べた。ウクライナのオレクサンドル・トカチェンコ文化・情報政策大臣は次のようにコメントしている: 
皮肉なことに、著者はウクライナのナチズムについて語っている。ロシアが民族アイデンティティーを理由にウクライナ人を大量殺戮するという正反対のことを私達が目の当たりにした時、それを何と呼ぶべきだろうか？すぐに答えよう、ロシアによるウクライナの人々のジェノサイドだ。
ラトビア外務大臣のエドガルス・リンケービッチは、この記事を「ありふれたファシズム」と呼んだ。カナダの元駐ウクライナ大使ローマン・ワシュクは、「それは本質的に、ウクライナ人を殺すための修辞的な『ライセンス』」と述べた。
この記事を「狂った暴言」と評したスラヴォイ・ジジェクは、「西側帝国によるグローバル・サウスの残忍な搾取は決して忘れてはならない真実だ。しかし、そのような行動をとってきた長い歴史を持つロシアからそのような話を聞くのは奇妙だ...現在、カザフスタン、アゼルバイジャン、ジョージア、ウクライナがロシアの植民地化によって「脱植民地化」されると伝えられている。領土は国民の意思に反して解放されるだろう（彼らは再教育を受けなければならないか、もしくは解散させられる）」と指摘し、その上で「もし新たな世界大戦が回避されるなら、それは脆弱な新たな勢力均衡を維持するための大規模な軍事投資を伴う「熱い平和」を経ることになるだろう」と述べた。

### 法的
ドイツでは4月、連邦議会議員のトーマス・ハイルマンが記事の筆者に対してベルリンの検察官に訴訟を起こした。ハイルマンによると、この記事はジェノサイドの防止と処罰に関する条約に違反している可能性があるという。
ウクライナでは、5月にウクライナ検察庁が本件の公判前調査を開始した。

## 批判
フィンランド国際問題研究所のMika Aaltola所長によると、この記事はロシアの戦争プロパガンダが「憂慮すべき方向に発展している」ことを示しているという。
ラトビアに本拠を置くロシアのメディア「メドゥーザ」によると、この記事は「実質的にウクライナ人虐殺の青写真」であるという。
オックスフォード大学のロシア問題専門家サミュエル・ラマニによると、この記事は「クレムリン（ロシア政府）の主流の考えを表している」という。
アメリカの歴史家ティモシー・スナイダーは、この文章は「ウクライナ人そのものの排除を提唱している」と書いた。彼は後に、ロシアは「ナチス」という言葉のロシア独自の定義「ロシア人であると認めることを拒否するウクライナ人」を用いていると指摘した。スナイダーは、この記事はロシアの大量虐殺の意図を明らかにしているとの見解を示した。
スラヴォイ・ジジェクは次のように書いている：「したがって、ロシアはウクライナに対して、ベルトルト・ブレヒトが1953年の詩『解決策』で説明しているように、人々を解散させ、別の者を選ぶことを計画している。レーニンがウクライナを発明したというプーチンの主張と並んで、セルゲイツェフの狂った暴言を読めば、現在のロシアの立場を理解することができる。ウクライナには2人の父親がいる。1人はウクライナを発明したレーニンで、もう1人は今日のウクライナ・ナチスに影響を及ぼし、レーニンの発明を実現させたヒトラーである。現在、カザフスタン、アゼルバイジャン、ジョージア、ウクライナがロシアの植民地化によって「脱植民地化」されると言われており、領土は人々の意思に反して解放されるだろう (人々は再教育を受けなければならないか、もしくは解散させられる)。新たな世界大戦が回避されるならば、それは脆弱な新しい勢力均衡を維持する大規模な軍事投資を伴う「熱い平和」を経ることになるだろう。状況の脆弱性は、経済的利害の対立だけでなく、事実を解決するだけではない現実の解釈の対立からも生じる。しかし、単にロシアの主張が誤りであることを証明しようとするだけでは、プーチンの宮廷哲学者であるアレクサンドル・ドゥーギンの指摘を見逃すことになる。彼は「ポストモダニティは全てのいわゆる真実は信じる問題であることを示している。そのため、我々はあなたが受け入れる必要がある我々の特別なロシアの真実を持っている」と述べており、信仰は知識に優先するようだ。「特別なロシアの真実」によれば、ロシアの兵士は、ブチャや他のウクライナの都市や町に、残虐行為を受けた民間人の死体を残しておらず、西側のプロパガンダが恐らくこれらの残虐行為を企てたという。これらの状況を考えると、西側諸国は、和平協定の交渉のためにゼレンスキーがプーチンと会うことを提案するのをやめなければならない。いかなる最終的な交渉も、下級官僚が行う必要がある。プーチンと彼の取り巻きは犯罪者であり、可能な限り無視しなければならない」。